# Йеленя Гура
Йелѐня Гу̀ра (на полски: Jelenia Góra; на немски: Hirschberg im Riesengebirge; на чешки: Jelení Hora) е град в Югозападна Полша, Долносилезко войводство. Аминистративно е обособен в отделен окръг (повят) с площ 109,22 км2. Също така е административен център на Йеленогурски окръг без да е част от него. Името му означава „еленова планина“ на полски.

## География
Градът се намира в историческата област Долна Силезия. Разположен е край река Бобър в северната част на Йеленогурската котловина всред планини. На запад е Изерска Гура, на север Качавска Гура, на изток Яновски Рудави и на юг е масива Карконоше, всичките част от Западните Судети. Южно от града се намира Карконошкия народен парк.

## История
Йеленя Гура е бил административен център на Йеленогурското войводство (1975–98).

## Население
Населението на града възлиза на 83 463 души (2012 г.). Гъстотата е 764 души/2.
Демография:
- 1800 – 6000 души
- 1900 – 20 000 души
- 1939 – 35 296 души
- 1946 – 39 050 души
- 1950 – 34 996 души
- 1960 – 49 617 души
- 1970 – 55 707 души
- 1980 – 86 943 души
- 1990 – 93 414 души
- 1998 – 93 901 души
- 2008 – 85 378 души

## Побратимени градове
- Бауцен, Германия
- Валкеакоски, Финландия
- Владимир, Русия
- Ерфщат, Германия
- Ранерс, Дания
- Северодонецк, Украйна
- Тайлер, Тексас САЩ
- Текила, Мексико
- Червия, Италия
- Яблонец над Нисоу, Чехия

## Фотогалерия
- Общинският площад
- Кметството
- Църква „Св. Кръст“